# مادلین وایلدر
مادلین وایلدر (انگلیسی: Madleen Wilder؛ زادهٔ ۶ ژوئیهٔ ۱۹۸۰) بازیکن فوتبال اهل آلمان است.
از باشگاه‌هایی که در آن بازی کرده‌است می‌توان به باشگاه فوتبال ۱.اف‌اف‌سی توربین پوتسدام اشاره کرد.
وی همچنین در تیم ملی فوتبال زنان آلمان بازی کرده‌است.